# Vilshofen an der Donau
Vilshofen an der Donau là một đô thị ở huyện Passau bang Bayern thuộc nước Đức.